# Colligis-Crandelain
Colligis-Crandelain – miejscowość i gmina we Francji, w regionie Hauts-de-France, w departamencie Aisne.
Według danych na styczeń 2014 roku gminę zamieszkiwało 185 osób, a gęstość zaludnienia wynosiła 28 osób/km².